# Harold i Italien
Harold i Italien (franska: Harold en Italie), är en symfoni i fyra satser med altfiolsolo, op. 16 av Hector Berlioz.
År 1834 fick Berlioz av violinvirtuosen Paganini en beställning på en konsert för altfiol, och han valde då som program för verket en episod ur lord Byrons episka dikt Childe Harold's Pilgrimage. Han identifierade sig helt med verket och det var sina upplevelser i Apenninerna han lade till grund för sin symfoni. Altfiolen skulle tolka Harolds (och Berliozs) egen livsleda och melankoli, medan orkestern skulle skildra det italienska landskapet och folklivet i all dess färgprakt.
Verkets fyra satser är till sin karaktär mycket olika, men altfiolen har ett huvudmotiv, en idée fixe som ger hjälten individualitet och verket enhetlighet.
- Första satsen: Harold i bergen.
- Andra satsen: Pilgrimer drar förbi sjungande sin aftonbön.
- Tredje satsen: Serenad.
- Fjärde satsen: Rövarnas orgie.

## Diskografi (urval)
- Harold en Italie. Tabea Zimmermann. London Symphony Orchestra. Colin Davis, dirigent. LSO (DDD) 8974978. 2003.[1]